# Xantus Gábor (tanár)
Csik-taplóczai Xantus Gábor, Xántus (Miskolc, 1874. augusztus 2. – ?) királyi katolikus főgimnáziumi tanár Miskolcon.

## Élete
A budapesti Tudományegyetemen szerzett történelem-földrajz szakos középiskolai tanári oklevelet 1903-ban. 
Megfordult Belgiumban, Boszniában, Hercegovinában, Dalmáciában, Angliában, Franciaországban és Németországban. A miskolci királyi katolikus gimnáziumban, majd 1913-tól a zombori, 1918-tól pedig a temesvári állami gimnázinumban volt tanár. Innen 1919-ben, miután a románok bevonultak, kiutasították. 1920-tól 1925-ben történt nyugdíjazásáig a gödöllői királyi katolikus gimnáziumban tanított. Az Országos Középiskolai Tanáregyesület, a Magyar Történelmi Társulat és a Magyar Földrajzi Társaság és a budapesti tanáregyesület tagja volt.

## Családja
Felesége Mayer Teréz, dédunokája Xantus Barbara.

## Írásai
Miskolc. kath. főgimn. ért. (1906/07: Az ifj. kirándulások; 1906/07: Alkalmi beszéd a koronázás 40 é. jubileumára; 1907/08: D–Olaszorsz. és Szicilia; 1908/09: Tanulmányi kirándulás a felsőmo-i bányavárosokba) s a miskolci lapokban.

## Munkája
- Tanulmányút az okkupált tartományokban. Munkács, 1898.